# Adán Gaya
Gustavo Adán Gaya (Yapeyú, 29 de marzo  de 1973) es político argentino perteneciente a la Unión Cívica Radical, actual ministro de Desarrollo Social de la Provincia de Corrientes, desde el 14 de agosto de 2019. El 11 de diciembre de 2021 fue ratificado en el cargo por el gobernador reelecto, Gustavo Valdés. Fue dos veces intendente de la ciudad de Yapeyú, desde 2005 hasta 2011 -año en que interrumpió su segundo mandato para asumir como legislador- y diputado provincial por la alianza Encuentro por Corrientes, desde 2011 a 2019.

## Carrera Política
Afiliado a la Unión Cívica Radical, Gaya asumió su primer cargo en 1997, como concejal de la ciudad de Yapeyú. En 2005 es elegido intendente de dicha ciudad por la alianza Frente de Todos (coalición de 1995), puesto que sostuvo con un porcentaje superior a los 65% de los votos en 2009. En 2011 dejó la intendencia para asumir su primer mandato como diputado provincial por la coalición Encuentro por Corrientes, lugar en el que fue reelegido para el período de 2015 hasta 2019. Meses antes de concluir su segundo período en la Honorable Cámara de Diputados de la provincia de Corrientes, fue nombrado ministro de Desarrollo Social por el gobernador, Gustavo Valdés, función para la que fue ratificado el 11 de diciembre de 2021.